# Leonie Benesch
Leonie Benesch (Amburgo, 22 aprile 1991) è un'attrice tedesca.

## Biografia
Leonie Benesch è nata il 22 aprile del 1991 ad Amburgo. Cresciuta a Tubinga, ha frequentato anche la Guildhall School of Music and Drama a Londra. Nel 2009 ha interpretato il ruolo di Eva nel film Il nastro bianco, film che ha vinto la palma d'oro. I critici cinematografici hanno individuato la sua interpretazione come "una scoperta". Per quest'interpretazione, ha ricevuto il premio americano Young Artist Award, e un New Faces Award.
Nel 2017 Leonie è stata nel cast di Babylon Berlin interpretando Greta Overcbeck, vincendo il German Acting Prize. Ha recitato anche in The Crown come sorella del Principe Filippo, la principessa Cecilia di Grecia e Danimarca.

## Filmografia

### Cinema
- Beautiful Bitch, regia di Martin Theo Krieger (2007)
- Il nastro bianco (Das weiße Band - Eine deutsche Kindergeschichte), regia di Michael Haneke (2009)
- Picco, regia di Philip Koch (2010)
- Satte Farben vor Schwarz, regia di Sophie Heldman (2010)
- Das Jerusalem-Syndrom (2013)
- Die Flut ist pünktlich, regia di Thomas Berger (2014)
- Die Frauen der Wikinger - Odins Töchter (2014)
- Brecht, regia di Heinrich Breloer (2019)
- Lezioni di persiano (Persischstunden), regia di Vadim Perelman (2019)
- Il disertore (Der Überläufer), regia di Florian Gallenberger (2020)
- La sala professori (Das Lehrerzimmer), regia di İlker Çatak (2023)
- September 5 - La diretta che cambiò la storia (September 5), regia di Tim Mielants (2024)
- L'ultimo turno (Heldin), regia di Petra Volpe (2025)

### Televisione
- Squadra Speciale Colonia (SOKO Köln) - serie TV, 1 episodio (2012)
- Il commissario Schumann (Der Kriminalist) - serie TV, 1 episodio (2012)
- Tatort - serie TV, 1 episodio (2013)
- Casa Howard (Howards End) - miniserie TV, 1 episodio (2017)
- The Crown - serie TV, 3 episodi (2017-2019)
- Babylon Berlin - serie TV, 28 episodi (2017-2020)
- Counterpart - serie TV, 2 episodi (2018)
- Morden im Norden - serie TV, 1 episodio (2018)
- Segreti nel tempo (Zeit der Geheimnisse) - miniserie TV, 3 episodi (2019)
- Spy City - miniserie TV, 6 episodi (2020)
- Il giro del mondo in 80 giorni (Around the World in 80 Days) - miniserie TV (2021-in corso)
- The Swarm - Il quinto giorno (Der Schwarm) - serie TV, 8 episodi (2023)

## Doppiatrici italiane
Nelle versioni in italiano dei suoi film, Leonie Benesch è stata doppiata da:
- Chiara Gioncardi in Babylon Berlin, Il giro del mondo in 80 giorni, Il disertore, The Swarm - Il quinto giorno
- Eva Padoan in La sala professori, L’ultimo turno
- Benedetta Degli Innocenti in The Crown
- Fabiola Bittarello in Segreti nel tempo
- Eleonora Reti in Lezioni di persiano
- Valentina Mari in Il nastro bianco
- Luisa D'Aprile in September 5 - La diretta che cambiò la storia